# Cristo de los Ozarks
Cristo de los Ozarks (en inglés: Christ of the Ozarks) es una escultura monumental de Jesús que se encuentra cerca de Eureka Springs, en el estado de Arkansas, en Estados Unidos encima de la "montaña magnética". La estructura se erigió en 1966 como un "Proyecto Sagrado" por Gerald LK Smith y se eleva hasta los 20 metros de altura. Smith brevemente lideró el movimiento "Share Our Wealth" iniciado por Huey P. Long durante la Gran Depresión.
La estatua fue producto principalmente del trabajo de Emmet Sullivan, quien también participó en algunos proyectos cercanos. Él había ayudado en el trabajo en el Monte Rushmore. La estatua es modernista y minimalista, hay pocos detalles faciales o de expresión, y las líneas y formas se simplifican en general. Los brazos están extendidos y rectos, lo que sugiere la crucifixión, pero la cruz no está abiertamente representada.